# Anisodes xenocometes
Anisodes xenocometes là một loài bướm đêm trong họ Geometridae.